# Sony Music Entertainment
Sony Music Entertainment (kurz Sony Music oder SME) ist ein US-amerikanisches Unternehmen mit Sitz in New York City. Es wurde 1887 als Columbia Records gegründet und ist als Tochtergesellschaft der Sony Corporation of America im Besitz der japanischen Sony Corporation sowie Schwestergesellschaft von Sony Music Entertainment Japan. Sony Music Entertainment zählt neben der Universal Music Group und Warner Music Group zu den drei großen Major-Labels. Es stehen Künstler wie Michael Jackson oder Peter Maffay unter Vertrag. Die Zentrale des Unternehmens befindet sich in der 25 Madison Avenue, Chief Executive Officer (CEO) ist seit April 2017 Rob Stringer. In Deutschland, Österreich und der Schweiz wird es von Christoph Behm geführt.
Von 2004 bis 2008 war der deutsche Medienkonzern Bertelsmann über seine Bertelsmann Music Group (BMG) zusammen mit der Sony Corporation of America an dem gemeinsamen Nachfolgeunternehmen Sony BMG Music Entertainment zur Hälfte beteiligt. Aufgrund sinkenden Umsatzes verkaufte Bertelsmann jedoch seine Anteile komplett an Sony, was für diese die Rückkehr zum alten Namen Sony Music Entertainment bedeutete, während BMG dadurch formal in Sony Music aufging bzw. die Marke von Bertelsmann mit ausgewählten Musikern in der neugegründeten BMG Rights Management fortgeführt wurde. Die ehemaligen Bertelsmann-Labels Ariola, Arista und RCA Records hingegen gingen durch den Verkauf auf Sony Music über.

## Geschichte

### Columbia Records und CBS

Logo von Columbia Records

1887 gründete man in Washington, D.C. die Columbia Phonograph Company als Franchise der North American Phonograph Company. Das Unternehmen begann mit der Herstellung und dem Vertrieb von Phonographen, für die es zuvor das entsprechende Patent von Thomas Alva Edison erworben hatte. Die Geschäftstätigkeit von Columbia war zunächst auf die US-Bundesstaaten Maryland und Delaware sowie den Hauptstadtdistrikt konzentriert, wo denen sich auch die Bezeichnung Columbia ableitet. 1926 wurde mit Okeh Records ein Repertoire an Jazz- und Blues-Musikern übernommen, einschließlich Werken von Louis Armstrong und Clarence Williams. Zu diesem Zeitpunkt hatte die Columbia Graphophone Company die Mehrheit am Unternehmen gekauft. Sie war einst als Tochtergesellschaft für Grammophone in Großbritannien gegründet worden. Im Zuge der Übernahme weiterer Unternehmen entstand die Electric and Musical Industries Limited (EMI), wobei das Geschäft in den Vereinigten Staaten wiederum an die American Record Corporation veräußert wurde. Erst nach dem Zweiten Weltkrieg trennten sich Columbia und EMI vollständig.
Der Eigentümer von Columbia war bis zur Übernahme durch die American Record Corporation ein Bankenkonsortium, das während der Great Depression Konkurs anmelden musste. Die American Record Corporation wurde 1938 selbst Ziel einer Übernahme durch Columbia Broadcasting System. Nach dem Zweiten Weltkrieg gründete CBS unter dem Namen Epic Records ein weiteres Label, das sich neben Columbia zunächst auf Klassik und Jazz spezialisieren sollte, aber auch in andere Genres vorstieß. 1961 wurde schließlich CBS Records ins Leben gerufen, das als Label für alle Geschäfte außerhalb der Vereinigten Staaten und Kanada fungierte. Gegen Ende des Jahrzehnts fasste man Columbia, Epic und CBS Records in der sogenannten CBS Records Group zusammen.
1968 vereinbarte Columbia beziehungsweise CBS Records ein Joint Venture mit der Sony Corporation of America, das vor allem die Vermarktung von Musik zusammen mit anderen Produkten des Herstellers zum Ziel hatte. Im Zuge der Zusammenarbeit wurde mit 52nd Street von Billy Joel auch das erste Album auf CD veröffentlicht. Im November 1987 kündigte Sony schließlich an, die CBS Records Group. nach monatelangen Verhandlungen für zwei Milliarden US-Dollar von der CBS Corporation zu übernehmen. Zu diesem Zeitpunkt war das Unternehmen das größte Musiklabel weltweit und hatte Künstler wie zum Beispiel Michael Jackson, Barbra Streisand, Bruce Springsteen oder Cyndi Lauper unter Vertrag. Beobachter werteten die Übernahme als beachtliche Veränderung in der nordamerikanischen Medienlandschaft. CBS Records führte seinen Namen zunächst weiter, erst 1991 wurde die Firma offiziell in Sony Music Entertainment geändert.

### Beteiligung von Bertelsmann

Logo von Sony BMG

Bereits im Jahr 2000 wurde berichtet, die Musiksparte von Bertelsmann, die Bertelsmann Music Group (BMG), mit Sony Music Entertainment über einen Zusammenschluss verhandeln würde. Beide Unternehmen dementierten zunächst die Fusion, erst im November 2003 kündigte man das Joint Venture offiziell an. Das neue Unternehmen sollte die Bezeichnung Sony BMG Music Entertainment erhalten und sich jeweils zur Hälfte im Besitz von Bertelsmann und Sony befinden, der gemeinsame Umsatz betrug fünf Milliarden US-Dollar. Sony Music Entertainment war zuvor das zweitgrößte, BMG das fünftgrößte Musiklabel der Welt. Beobachter werteten den Zusammenschluss als notwendige Konsolidierung vor dem Hintergrund sinkender Erlöse, anhaltenden Wettbewerbs in der Branche und der zunehmenden elektronischen Verbreitung von Musik.
Sony Music Entertainment Japan war vom Joint Venture ausdrücklich ausgenommen, da man dort ein starkes Übergewicht gegenüber BMG hatte. Vorstandsvorsitzender von Sony BMG wurde Andrew Lack, während Rolf Schmidt-Holtz die Position des Chairman übernahm. Im Sommer genehmigte die Europäische Kommission den Zusammenschluss von Sony Music Entertainment mit BMG zunächst, jedoch wurde diese Entscheidung später vom Europäischen Gerichtshof wieder aufgehoben. Die Unternehmen mussten die Fusion daraufhin erneut anmelden, nach Zustimmung der europäischen Kartellbehörden sowie der Federal Trade Commission wurde das Joint Venture im August 2004 abschließend vollzogen. Sony BMG beschäftigte damals insgesamt 9.000 Mitarbeiter und hatte einen Marktanteil von 25,2 Prozent bei CD-Verkäufen.
Mitte 2008 gab Bertelsmann bekannt, sich wieder von Sony BMG zu trennen, nachdem der Umsatz auch in Deutschland über mehrere Jahre eingebrochen war. Für einen Kaufpreis von 1,2 Milliarden US-Dollar wurde Sony damit alleinige Gesellschafterin des Unternehmens, das fortan wieder als Sony Music Entertainment firmierte. Mit Ariola, Arista und RCA Records befanden sich drei traditionsreiche Labels, die Bertelsmann 1958 gründete beziehungsweise 1979 und 1986 erworben hatte, vollständig in Besitz von Sony Music Entertainment. Bertelsmann sicherte sich lediglich die Rechte an Aufnahmen von 200 Künstlern vorwiegend europäischer Herkunft, die anschließend in der BMG Rights Management gebündelt wurden, die die Tradition der Marke BMG fortführte. Den Vertrieb wickelte man weiterhin über Sony Music Entertainment ab.

## Künstler

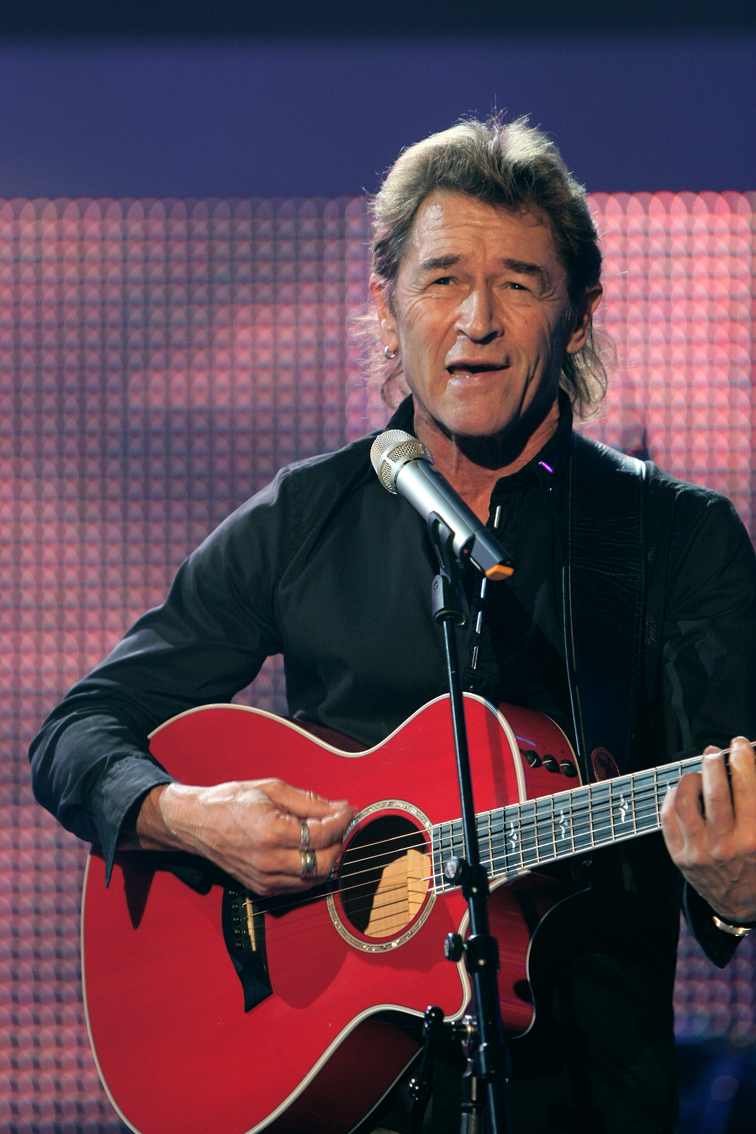
Peter Maffay (2008)

Sony Music Entertainment verfügte über die Verwertungsrechte der Werke namhafter Musiker, darunter AC/DC, Alicia Keys, Anastacia, Andrea Berg, Avril Lavigne, Backstreet Boys, Beyoncé Knowles, Bob Dylan, Boney M., Britney Spears, Bushido, Bruce Springsteen, Carlos Kleiber, Mark Forster (auf Grund dessen erschienen die beiden Alben zu den Neujahrskonzerten der Wiener Philharmoniker aus den Jahren 1989 und 1992 bei Sony), Casper, Christina Aguilera, Clueso, Daft Punk, Depeche Mode, Die Ärzte, Eisbrecher, Eurythmics, Falco, Die Prinzen, Hansi Hinterseer, Heino, Jennifer Lopez, Joe Cocker, Johnny Cash, Jupiter Jones, Justin Timberlake, Kelly Clarkson, Kool Savas, Kygo, Laith Al-Deen, Louis Armstrong, Luciano Pavarotti, Modern Talking, ZZ Top, Nena, Oasis, One Direction, Ozzy Osbourne, Pink, Roger Whittaker, Carlos Santana, Shakira, Silbermond, Tim Bendzko, Udo Jürgens, Usher, Van Morrison, Whitney Houston und Wolfgang Ambros, Sony Music Entertainment,. Besondere mediale Rezeption erfuhr die Zusammenarbeit von Sony Music Entertainment mit folgenden Musikern:
- Peter Maffay steht seit den 1990er Jahren exklusiv bei Sony Music Entertainment unter Vertrag.[61] 2010 wurde die Zusammenarbeit bis zum Jahr 2022 verlängert,[62] seine Alben erscheinen wie bisher bei Ariola.[63] Peter Maffay ist der insgesamt erfolgreichste deutsche Album-Künstler,[64] zuletzt erreichte das Album „Wenn das so ist“ bei Sony Music Entertainment einen Chart-Rekord.[65]
- Sony Music Entertainment schloss 2010 mit dem Nachlassverwalter von Michael Jackson den bisher teuersten Plattenvertrag,[7] im Rahmen dessen für zehn Projekte wie zum Beispiel das Album „This Is It“ in sieben Jahren insgesamt 200 Millionen US-Dollar gezahlt werden sollten.[66] Schon zu Lebzeiten gehörte Michael Jackson zu den kommerziell erfolgreichsten Künstlern von Sony Music Entertainment, um die Jahrtausendwende steuerte er zusammen mit Bob Dylan einen großen Teil zum Gewinn des Unternehmens bei.[67] 1995 gründete Michael Jackson mit Sony Music Entertainment den Musikverlag Sony/ATV Music Publishing.[68]
- Elvis Presley schloss 1973 mit RCA Records einen Plattenvertrag,[69] im Rahmen dessen die Rechte für diverse Songs zu Sony Music Entertainment kamen, darunter Hound Dog, Jailhouse Rock oder Heartbreak Hotel.[70] Die Vereinbarung war später Anlass für eine Klage der Elvis Presley Enterprises. vor dem Landgericht München: Man argumentierte, Elvis sei von seinem Plattenlabel ausgebeutet worden und forderte Nachzahlungen in Millionenhöhe.[71] Das Gericht wies die Klage jedoch ab und erklärte, der Künstler habe sich mit der Vereinbarung wirksam abfinden lassen.  Weitere Ansprüche könnten daher nicht geltend gemacht werden.[72]

Sony liefert die Werke seiner Künstler sowohl auf CD, DVD und Blu-ray Disc als auch im Download aus. Einzelne Werke werden auch als SACD angeboten, die Hörspielserie Die drei ??? erscheint außerdem noch auf Kassette. Seit dem erneuten Aufkommen von Vinyl-Schallplatten werden viele Alben auch auf ebendiesem Medium verkauft. Aufgrund sinkender CD-Verkäufe startete das Unternehmen 2001 gemeinsam mit Universal Music und Yahoo einen Online-Dienst namens Duet, der später in pressplay. umbenannt und 2003 schließlich an Roxio verkauft wurde. Sony Music Entertainment schloss Vereinbarungen mit diversen anderen Online-Diensten für den legalen Vertrieb seiner Musik, beispielsweise mit der Tauschbörse MP3.com. In Deutschland kooperierte man ab 2004 mit Telefónica Germany (O₂), Kunden des Mobilfunkanbieters konnten über das neu eingeführte UMTS-Netz auf Musik von Sony zugreifen. 2011 startete Sony Music Entertainment in Deutschland sein Angebot Music Unlimited. das Beobachter als Antwort auf Streaming-Dienste wie Spotify einordneten. Noch im selben Jahr erzielte Sony Music Entertainment aber keine nennenswerten Umsätze mit Downloads, erst 2013 betrachtete man die Krise als überwunden.

## Labels
- Ariola: Bertelsmann gründete das Label im Jahr 1958 und belieferte zunächst vor allem den Lesering beziehungsweise Schallplattenring.[85] Bekannt wurde Ariola zunächst mit Künstlern wie zum Beispiel Peter Alexander und Udo Jürgens, später expandierte man international unter anderem in die Vereinigten Staaten.[86] Zu Beginn der 1970er Jahre zählte Ariola bereits zu den sieben größten Plattenlabels in Deutschland,[87] heute stehen vor allem Schlagermusiker dort unter Vertrag.[88]
- B1 Recordings: Das Label ist ein Joint Venture zwischen Wolfgang Boss und Sony Music Entertainment vor allem für internationale Künstler.[89]
- Sony Music Catalog: Die Catalog-Abteilung ist für die Auswertung des kompletten Repertoire-Portfolios verantwortlich. Dazu gehören Musik-Alben und Singles von internationalen Interpreten wie z. B. Michael Jackson, Joe Cocker, AC/DC und nationalen Künstlern wie Peter Maffay, Andrea Berg, Udo Jürgens oder Wolfgang Petry.[90]

- Columbia: Das Label wird von Sony Music Entertainment in Deutschland vor allem für deutschsprachige Popmusik verwendet. Es stehen Künstler wie beispielsweise Casper, Johannes Oerding, Lions Head und Tim Bendzko unter Vertrag.[91] International erscheinen bei Columbia auch Künstler verschiedenster Genres, wie beispielsweise Werke von Prince, Joco, des Rappers T.I. oder David Bowie.[92][93] Zuletzt erreichte die Expansion des Labels nach Indien größere Bekanntheit.[94][95]
- Epic: CBS schuf 1953 mit Epic ein spezialisiertes Label für Jazz und andere Klassiker.[96] Allerdings konzentrierte sich Epic nie auf ein bestimmtes Genre,[97] heute wird es für Pop-, Rock- und Dance-Musik nationaler und internationaler Künstler verwendet.[98] Epic gehört zu den ältesten Marken von Sony Music Entertainment, es bildet innerhalb des Unternehmens neben Columbia, RCA und Four Music eine gleichberechtigte Organisationseinheit (Labelzelle) für Artists and Repertoire.[99]
- Europa: Das Label wurde 1965 von Miller International ins Leben gerufen und legte seinen Fokus zunächst auf besonders preiswerte Schallplatten.[100] Ab 1969 brachte das Unternehmen unter der Marke Europa erstmals Hörspiele für Kinder und Jugendliche heraus, insbesondere Märchen und Abenteuergeschichten wie beispielsweise „Die drei ???“.[101] 1989 übernahm die Bertelsmann Music Group das Label, später wurde zeitweise die Bezeichnung BMG Ariola Miller verwendet.[102][103]
- Four Music: Die Fantastischen Vier gründeten das Berliner Label 1996 und verkauften 2005 zunächst 50 Prozent der Anteile an Sony BMG,[104] später auch die andere Hälfte.[105] Four Music wurde vor allem durch Hip-Hop-, Soul- und Reggae-Künstler wie zum Beispiel Max Herre oder Gentleman bekannt.[106]
- RCA: Das Label entstand in seiner heutigen Form 2011, nachdem Jive, Arista und J Records aufgelöst wurden.[107] Organisatorisch ist es Ariola zugeordnet, die Geschäftstätigkeit wurde mit Peter Maffay als erstem Act aufgenommen.[108] Zu den bekanntesten internationalen Künstlern gehören Pink und Shakira.[109][110]
- Sony Classical: Unter diesem Label vermarktet Sony Music Entertainment klassische Musik beispielsweise von Jonas Kaufmann, Nikolai Tokarev, Angelika Kirchschlager oder der Wiener Philharmoniker.[111][112] Außerdem tritt man über die DEAG Deutsche Entertainment, an deren Klassikgeschäft das Unternehmen seit 2009 beteiligt ist,[113] als Konzertveranstalter in diesem Bereich auf.[114] Im Zuge der Investition verlegte Sony Music Entertainment die internationale Zentrale für das Genre von New York nach Berlin.[115]
- Spassgesellschaft: BMG Deutschland gründete im Juli 2003 das audiovisuelle Label, um seine Präsenz im Comedy-Genre auszubauen.[116] Zu den ersten Veröffentlichungen zählten TV Total, Ladykracher, Bullyparade und „Best of Olm“.[117] 2007 vereinbarte Sony Music Entertainment eine exklusive Kooperation mit der Produktionsfirma Brainpool.[118] Größere Bekanntheit erreichte auch der Vertrag mit dem Darsteller von Atze Schröder,[119] zuletzt war das Spassgesellschaft mit 150.000 verkauften Einheiten Marktführer im Segment.[120]
- Die Distributed Label Division betreut externe Labels bei ihrem Vertrieb. Dadurch indirekt betreute Künstler sind u. a. Andrea Berg, Metalblade, Bushido, BMG, DJ BoBo, Cooking Vinyl, Kool Savas oder Starwatch.[121] Seit 2015 werden auch das Münchner Klassiklabel Solo Musica oder auch die Wiener Symphoniker vermarktet.[122]
- Gold League: Sony gründete dieses Vertriebslabel im Jahre 2019,[123] um vorwiegend urbane Musik zu vertreiben. Beispielsweise stehen Künstler wie RIN, Jalil oder Joshi Mizu unter Vertrag.

## Kritik
2004 geriet das Unternehmen in die Kritik, nachdem der Zusammenschluss zu Sony BMG von den Kartellbehörden in den Vereinigten Staaten und Europa ohne Auflagen zugelassen worden war. Der Londoner Impala-Verband, der die Interessen kleinerer Musiklabels vertritt, betrachtete das Joint Venture als Gefahr für den Wettbewerb in der Musikindustrie. Man reichte daraufhin Klage vor dem Europäischen Gerichtshof ein und gewann in erster Instanz. Die Europäische Kommission prüfte die Fusion erneut und bestätigte ihren Entschluss im Oktober 2007. Andere Beobachter kritisierten die Gründung von Sony BMG als „globales Musikanten-Massaker“, unter dem vor allem das kreative Personal beider Unternehmen leiden würde, während die Mehrheit der Künstler selbst die Fusion begrüßte.
2005 wurde bekannt, dass Sony BMG auf CDs den Kopierschutz Extended Copy Protection (XCP) einsetzte. Die Electronic Frontier Foundation und andere Experten kritisierten, diese Software wäre mit einem Rootkit vergleichbar, da sie sich gezielt auf betroffenen Computern verstecken würde. Außerdem sei XCP ein potenzielles Sicherheitsrisiko, da es Hintertüren im System öffne, die Angriffe erleichtern würden. Nach Medienberichten warnten die Sicherheitsspezialisten von F-Secure Sony DADC frühzeitig vor den Gefahren der Software, man ignorierte die Hinweise aber. Nach F-Secure stufte auch Microsoft XCP als bösartige Software ein und veröffentlichte ein Update, welches das Rootkit von Windows-PCs entfernt. Bürgerrechtler, betroffene Kunden und Behörden reichten Sammelklagen unter anderem in den US-Bundesstaaten Florida, Illinois, New York und Texas ein. Aufgrund anhaltender öffentlicher Kritik kündigte Sony BMG schließlich an, den Kopierschutz nicht mehr zu verwenden. Man entfernte alle infizierten CDs aus dem Einzelhandel und bot Käufern einen Ersatz an, sie wurden mit kostenlosen Downloads sowie Barzahlungen entschädigt. Im Rahmen eines außergerichtlichen Vergleichs bezahlte Sony BMG eine Strafe in Höhe von 4,25 Millionen US-Dollar an insgesamt 35 US-Bundesstaaten. Insgesamt waren 4,7 Millionen CDs mit XCP hergestellt und 2,1 Millionen Platten von 52 unterschiedlichen Künstlern wie zum Beispiel Céline Dion oder Frank Sinatra verkauft worden.
2011 gehörte Sony Music Entertainment zu den Unterstützern des Stop Online Piracy Act. Bürgerrechtler und andere Beobachter befürchteten, das Gesetz könne der Zensur im Internet Vorschub leisten, außerdem seien darin ineffiziente und schädliche Verfahren vorgesehen. Die Beteiligung von Sony Music Entertainment beziehungsweise des gesamten Sony-Konzerns war außerdem Anlass für eine öffentliche Drohung von Anonymous. Während Sony Electronics seine Unterstützung für SOPA aufgrund der öffentlichen Kritik im Januar 2012 aufgab, änderte Sony Music Entertainment seine Position zum Gesetzentwurf nicht.
Seit 2021 ist ein Rechtsstreit zwischen Sony Music und Quad9, bezüglich Sperrung einer Domain im Gange.